# Cours-de-Monségur
Cours-de-Monségur é uma comuna francesa na região administrativa da Nova Aquitânia, no departamento da Gironda. Estende-se por uma área de 9,58 km². Em 2010 a comuna tinha 287 habitantes (densidade: 30 hab./km²).